# 곽충구
곽충구(郭忠求, 1950년 10월 14일 ~ )는 대한민국의 언어학자이다. 한국어 음운론과 방언학 연구로 저명하다. 문학박사(서울대학교, 1991년)이며 서강대학교 국어국문학 명예교수이다. 충청남도 아산군 출신으로 본관은 현풍.
2013년에 제16회 일석국어학상을, 2020년에 제1회 학범 박승빈 국어학상의 저술 부문을 수상했다.

## 생애
충청남도 아산군에서 태어났고, 한국전쟁으로 인하여 잠시 연기군으로 피란을 갔다가 고향에서 중학교를 졸업한 후 상경했다. 고전 문학과 고문에 관심이 있었고, 고등학교 담임 선생의 권유로 서울대학교 사범대학 국어교육과에 진학하였다.
《한국언어지도집》(1993년) 저술에 관여했으며, 1995년에 훈춘시 징신(敬信)에서, 1998년에는 공동 연구로서 중국 옌볜 조선족 자치구의 조선족 마을에 방문하여 육진 방언 현지 조사에 참여하였다. 그 뒤로도 1995년부터  두만강 유역에서 수 차례의 현지 방언 채집을 실시하여 24년만인 2019년에 3만 2천여 표제어를 실은 《두만강 유역의 조선어 방언 사전》를 출간했다. 현지조사 초기에는 간첩으로 오해를 받은 적도 있다고 한다.
2016년에 정년을 맞이해 명예교수가 되었다.

## 주요 저서
- 《한국언어 자료집》(한국정신문화연구원 어문연구실, 1987년)
- 《한국언어 지도집》(대한민국학술원/성지문화사, 1993년)
- 《함북육진방언의 음운론》(국어학회, 1994년)
- 《두만강 유역의 조선어 방언 사전》(태학사, 2019년)